# Rhythmbox
Rhythmbox es un reproductor de audio que reproduce y ayuda a organizar la música digital. Fue originalmente inspirado por el reproductor de Apple, iTunes. Es software libre, diseñado para trabajar bien bajo el escritorio GNOME, y usa el motor GStreamer o Xine Media. Actualmente está bajo desarrollo activo.

## Características
Rhythmbox ofrece un creciente número de características, incluyendo las siguientes:

### Reproducción de música
Permite la reproducción de una variedad de fuentes de música digital, siendo fuente más común la fonoteca (la música almacenada en el equipo). Rhythmbox también admite flujos de radio a través de Internet. Es compatible también con el estándar Replay Gain.
Tiene la posibilidad de buscar y ordenar la música de la fonoteca. Se pueden crear listas de reproducción para agrupar y ordenar música. Los usuarios pueden crear también 'listas de reproducción inteligentes', que son aquellas que son actualizadas automáticamente según unas reglas de selección (como una consulta de base de datos), en contraposición a las listas estáticas de canciones. Dispone de los modos de reproducción aleatorio y repetido.
Permite la puntuación de las canciones. Dicha puntuación se usa en el algoritmo de mezcla del modo aleatorio para que se reproduzcan más habitualmente las canciones mejor puntuadas.

### Importación de música
- Copia a través de CD (requiere el paquete opcional Sound Juicer).
- Compatibilidad completa con formatos de audio a través de GStreamer.
- Compatibilidad con iPod (experimental).

### Grabación a CD de Audio
A partir de la versión 0,9 se incluye la capacidad de crear CD de audio a partir de listas de reproducción.

### Integración
Rhythmbox ha sido integrado con un alto número de programas externos, servicios y dispositivos como los siguientes:
- Integración en el menú de contexto de Nautilus (no activo por defecto en la versión 0.8.8).
- XChat, vía un plugin de XChat.
- Pidgin-Rhythmbox actualiza automáticamente el perfil de usuario Pidgin con detalles sobre la canción que está escuchando.
- Rhythmbox Applet, un applet del panel GNOME que da la posibilidad de controlar la reproducción dentro del panel.
- Shuffle, un gDesklet.
- Rhythmlet, otro gDesklet que recoge la información de un álbum localmente o a través de Amazon.com, tiene una visualización configurable de cadenas, control de reproducción, puntuaciones editables y una barra de búsqueda.
- SideCandyRhythmbox, un control de Rhythmbox basado en gDesklet y un visualizador SideCandy.
- Rhythmbox XSLT permite que la biblioteca de música sea vista como una página web.
- Drivel introduce el nombre de la canción que Rhytmbox está reproducción en una entrada de blog LiveJournal.
- Rhythmbox Tune Publisher publica la canción que está escuchando ahora en XMPP a través del protocolo User Tune (usado por el Jabber World Map).
- Blue Remote permite trabajar a Rhythmbox con un teléfono con Bluetooth integrado.
- FoxyTunes, una extensión de Mozilla Firefox que permite controlar la reproducción dentro del navegador web.
- Last.fm.
- Ecualizador.[1]